# Gouvernement de la Madrid
Cet article présente la composition du gouvernement mexicain sous le président Miguel de la Madrid, il est l'ensemble des secrétaires du gouvernement républicain du Mexique. Il est ici présenté dans l'ordre protocolaire. Actuellement les membres du gouvernement exécutif du Mexique ne prennent pas le titre de ministre mais celui de secrétaire.

## Liste des secrétaires
| - Secrétaire du Gouvernement du Mexique - (1982 - 1988) : Manuel Bartlett Díaz - Secrétaire des Relations extérieures du Mexique - (1982 - 1988) : Bernardo Sepúlveda Amor - Secrétaire de la Défense nationale du Mexique - (1982 - 1988) : Juan Arévalo Gardoqui - Secrétaire de la Marine du Mexique - (1982 - 1988) : Miguel Ángel Gómez Ortega - Secrétaire des Finances et du Crédit public du Mexique - (1982 - 1986) : Jesús Silva Herzog Flores - (1986 - 1988) : Gustavo Petriccioli Iturbide - Secrétaire des Communications et des Transports du Mexique - (1982 - 1984) : Rodolfo Félix Valdés - (1984 - 1988) : Daniel Díaz Díaz - Secrétaire de l'Éducation publique du Mexique - (1982 - 1988) : Jesús Reyes Heroles - (1985 - 1988) : Miguel González Avelar - Secrétaire de la Santé du Mexique - (1982 - 1988) : Guillermo Soberón Acevedo - Secrétaire du Travail et de la Prévision sociale du Mexique - (1982 - 1988) : Arsenio Farell Cubillas - Secrétaire de la Réforme agraire du Mexique - (1982 - 1986) : Luis Martínez Villicaña - (1986 - 1988) : Rafael Rodríguez Barrera - Secrétaire du Tourisme du Mexique - (1982 - 1988) : Antonio Enríquez Savignac - Secrétaire de la Pêche du Mexique - (1982 - 1988) : Pedro Ojeda Paullada | - Secrétaire de l'Énergie, des Mines et de l'Industrie parastatale du Mexique - (1982 - 1986) : Francisco Labastida Ochoa - (1986 - 1988) : Alfredo del Mazo González - (1988 - 1988) : Fernando Hiriart Balderrama - Secrétaire de la Programmation et du Budget du Mexique - (1982 - 1987) : Carlos Salinas de Gortari - (1987 - 1988) : Pedro Aspe Armella - Secrétaire du Développement urbain et de l'Écologie du Mexique - (1982 - 1985) : Marcelo Javelly Girard - (1985 - 1986) : Guillermo Carrillo Arena - (1986 - 1988) : Manuel Camacho Solís - (1988 - 1988) : Gabino Fraga Mauvet - Secrétaire du Commerce et de la Promotion industrielle du Mexique - (1982 - 1988) : Héctor Hernández Cervantes - Secrétaire de l'Agriculture et des Ressources hydrauliques du Mexique - (1982 - 1984) : Horacio García Aguilar - (1984 - 1988) : Eduardo Pesqueira Olea - Secrétaire de l'Inspection générale de la fédération du Mexique - (1982 - 1987) : Francisco Rojas Gutiérrez - (1987 - 1988) : Ignacio Pichardo Pagaza - Procureur général de la république du Mexique - (1982 - 1988) : Sergio García Ramírez - Département du District fédéral - (1982 - 1988) : Ramón Aguirre Velázquez |